# Esquadrão N.º 31 da RAAF
O Esquadrão N.º 31 é um esquadrão de apoio da Real Força Aérea Australiana (RAAF). Formado em Agosto de 1942, combateu no teatro do pacífico durante a Segunda Guerra Mundial; durante a guerra, operou aviões Bristol Beaufighter. Dissolvido em Julho de 1946, voltou a ser formado em Julho de 2010 para prestar apoio à base aérea de Wagga.